# Fletcher (cantante)
Cari Elise Fletcher, nota semplicemente come Fletcher (Asbury Park, 19 marzo 1994), è una cantante statunitense di origini italiane.
Dopo aver partecipato ad X Factor USA come membro del gruppo Lakoda Rayne, successivamente l'artista ha portato avanti la sua carriera di solista e firmato un contratto con Capitol Records. Nella sua carriera, Fletcher ha pubblicato 3 EP e due album in studio.

## Biografia

### Formazione, X Factor, attività indipendente
Fletcher ha iniziato a seguire lezioni di canto all'età di 5 anni.
Nel 2012 si è diplomata alla Wall High School dello Stato del New Jersey, qui praticando anche la pallavolo, per poi iscriversi immediatamente alla New York University Tisch School of the Arts. Si è laureata nel 2016, dopo aver interrotto gli studi per un anno durante il quale si era trasferita a Nashville per seguire la sua carriera musicale.
La cantante ha partecipato alla prima stagione di The X Factor USA. Simon Cowell aveva accoppiato Fletcher con Hayley Orrantia, Paige Elizabeth Ogle e Dani Knights per formare il gruppo Lakoda Rayne sotto la guida di Paula Abdul.  Quando sono state eliminate, il gruppo si è sciolto.
Nel 2015 si è trasferita a Nashville, dove ha collaborato con il produttore Jamie Kenney e ha pubblicato il singolo War Paint, divenuto virale sulla piattaforma Spotify. Nel settembre 2016 ha reso disponibile il suo EP di debutto Finding Fletcher in modo indipendente.

### Successo discografico,Girl of My Dreams,In Search of the Antidote(2018-presente)
Nell'agosto 2018 Fletcher ha annunciato di aver firmato un contratto discografico con la Capitol Records. Il primo singolo pubblicato con una major è stato Undrunk, il 25 gennaio 2019, con il quale ha cantato per la prima volta al The Tonight Show with Jimmy Fallon. Il brano è stato certificato oro negli Stati Uniti a dicembre 2019.
Nell'aprile 2019 ha pubblicato due nuove canzoni, If You're Gonna Lie e About You. Ad agosto dello stesso anno ha reso disponibile il secondo EP You Ruined New York City for Me, anticipato da All Love e Strangers e prodotto da Malay. Ad ottobre è stato annunciato che avrebbe aperto i concerti del Nice to Meet Ya Tour di Niall Horan. Nel 2020 ha pubblicato l'EP The (S)Ex Tapes.
Nel settembre 2022 ha pubblicato l'album Girl of My Dreams. L'album è stato preceduto da vari singoli tra cui Becky's So Hot, al cui video ha preso parte l'attrice Bella Thorne, e Better Version, pubblicato con una sola settimana d'anticipo rispetto al resto del progetto.
Nel dicembre 2023 ha pubblicato il singolo Eras of Us, primo estratto dal suo secondo album In Search of the Antidote. Nei mesi successivi, sono usciti i singoli Lead Me On e Doing Better, mentre il 22 marzo 2024 Fletcher ha pubblicato il secondo album in studio In Search Of The Antidote. Poco dopo l'uscita del disco, è stato pubblicato anche il videoclip ufficiale del nuovo singolo Pretending.
A fine marzo, Fletcher ha tenuto vari concerti in Brasile e Argentina per il festival Lollapalooza.
Il primo aprile 2024 ha dato il via alla leg europea dell'In Search Of The Antidote Tour a Milano, tournée che prevede anche una serie di tappe in Nord America nei mesi di settembre e ottobre.

## Vita privata
Fletcher ha pubblicato il singolo I Believe You a sostegno delle vittime di violenza sessuale, nel marzo 2018, scrivendo anche una lettera ispirata al movimento MeToo, pubblicata su Billboard.
Si dichiara membro della comunità LGBT, pur senza definirsi in maniera più dettagliata.
Nel 2023 ha dichiarato di essere affetta dalla malattia di Lyme.

## Discografia

### Album in studio
- 2022 − Girl of My Dreams
- 2024 − In Search of the Antidote
- 2025 - Would You Still Love Me If You Really Knew Me?

### Album dal vivo
- 2024 – The Antidote: Fletcher Live

### EP
- 2016 − Finding Fletcher
- 2019 − You Ruined New York City for Me
- 2020 − The (S)ex Tapes

### Singoli
- 2015 − War Paint
- 2016 − Live Young Die Free
- 2016 − Avalanche
- 2016 − Wasted Youth
- 2017 − You Should Talk
- 2018 − I Believe You
- 2019 − Undrunk
- 2019 − If You're Gonna Lie
- 2019 − About You
- 2019 − One Too Many
- 2020 − Forever
- 2020 − Bitter (con Kito o feat. Trevor Daniel)
- 2020 − If I Hated You
- 2020 − Feel
- 2020 − The One
- 2020 − Shh... Don't Say It
- 2021 – Another Life (con Surf Mesa e Josh Golden)
- 2021 – On Fire Again
- 2021 – She Said
- 2021 – Healing
- 2021 – Girls Girls Girls
- 2021 – Cherry (con Hayley Kiyoko)
- 2022 − Her Body Is Bible
- 2022 − Becky's So Hot
- 2022 − Sting
- 2022 − Better Version
- 2022 – Suckerpunch
- 2022 – Silent Night
- 2023 − Eras of Us
- 2024 − Lead Me On
- 2024 − Doing Better

## Tournée

### Artista principale
- 2017 – Finding Fletcher Tour
- 2019 – You Ruined New York City for Me Tour
- 2022 – Girl of My Dreams Tour
- 2024 – In Search of the Antidote Tour

### Artista d'apertura
- 2019 – Malibu Nights World Tour, LANY
- 2019 – Nice to Meet Ya Tour, Niall Horan
- 2020 – From East Atlanta with Love Tour, 6lack

## Filmografia
- The L Word: Generation Q – serie TV, episodio 3×07 (2022)